# Tordas
Tordas ist eine ungarische Gemeinde im Kreis Martonvásár im Komitat Fejér.

## Geografische Lage
Tordas liegt 31 Kilometer nordöstlich des Komitatssitzes Székesfehérvár und 4 Kilometer nordwestlich der Kreisstadt Martonvásár. Nachbargemeinden sind Gyuró, Érd, Kajászó und Vál.

## Geschichte
Tordas wurde 1270 erstmals urkundlich erwähnt. Im Jahr 1913 gab es in der damaligen Großgemeinde 205 Häuser und 1433 Einwohner auf einer Fläche von 2933 Katastraljochen. Sie gehörte zu dieser Zeit zum Bezirk Vál im Komitat Fejér.

## Söhne und Töchter der Gemeinde
- János Sajnovics (1733–1785), ungarischer Sprachwissenschaftler

## Sehenswürdigkeiten
- Elemér-Almási-Balogh-Büste, erschaffen von Zsigmond Kisfaludi Strobl
- Evangelische Kirche, erbaut 1790
- Ehemaliger Getreidespeicher
- Heimatmuseum
- Nepomuki-Szent-János-Statue aus dem Jahr 1725
- Römisch-katholische Kirche Gyümölcsoltó Boldogasszony, erbaut 1758–1760
- Sándor-Petőfi-Büste, erschaffen 1961 von István Tar
- Szent-Anna-Statue aus dem Jahr 1759
- Schloss Sajnovics

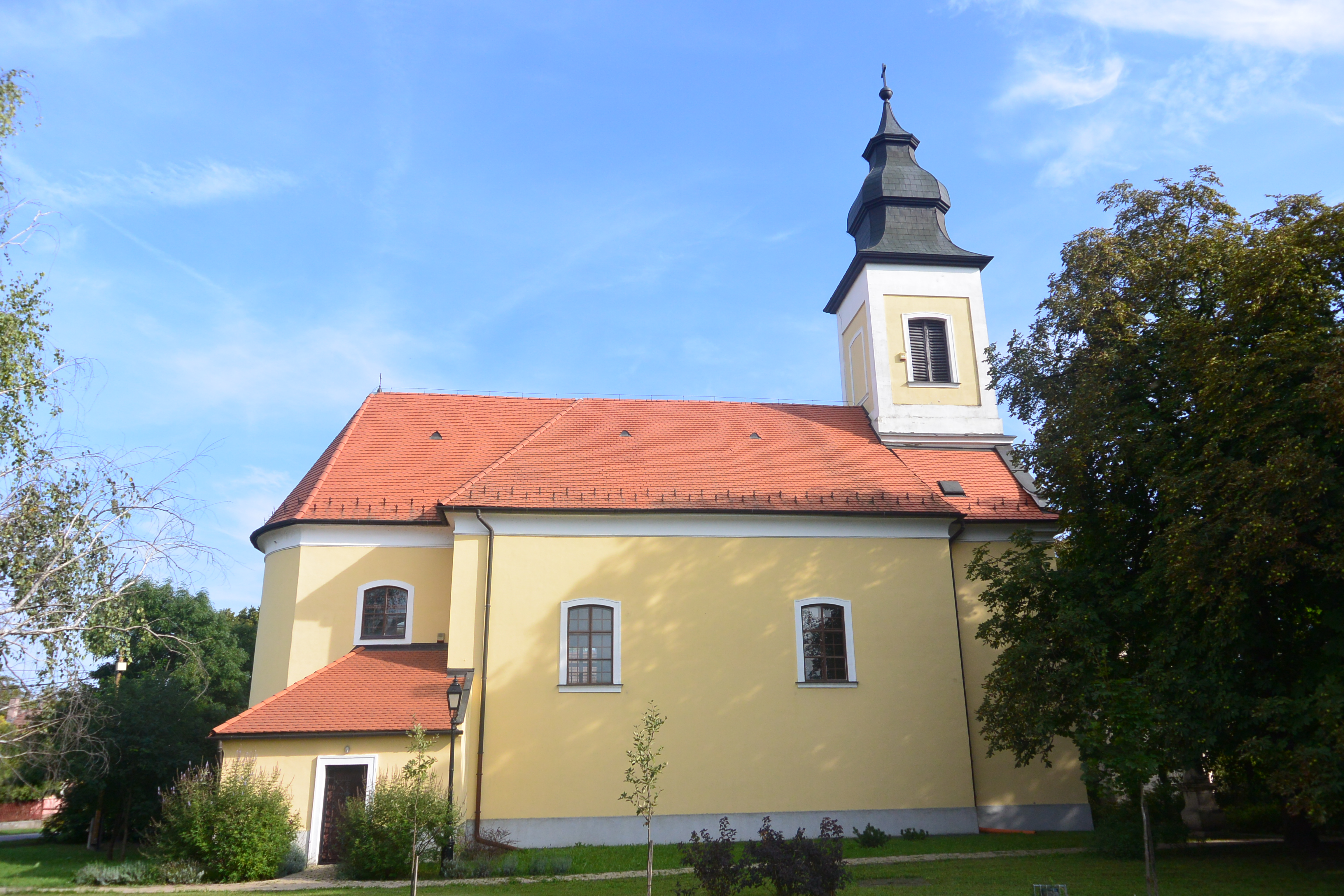
Römisch-katholische Kirche Gyümölcsoltó Boldogasszony
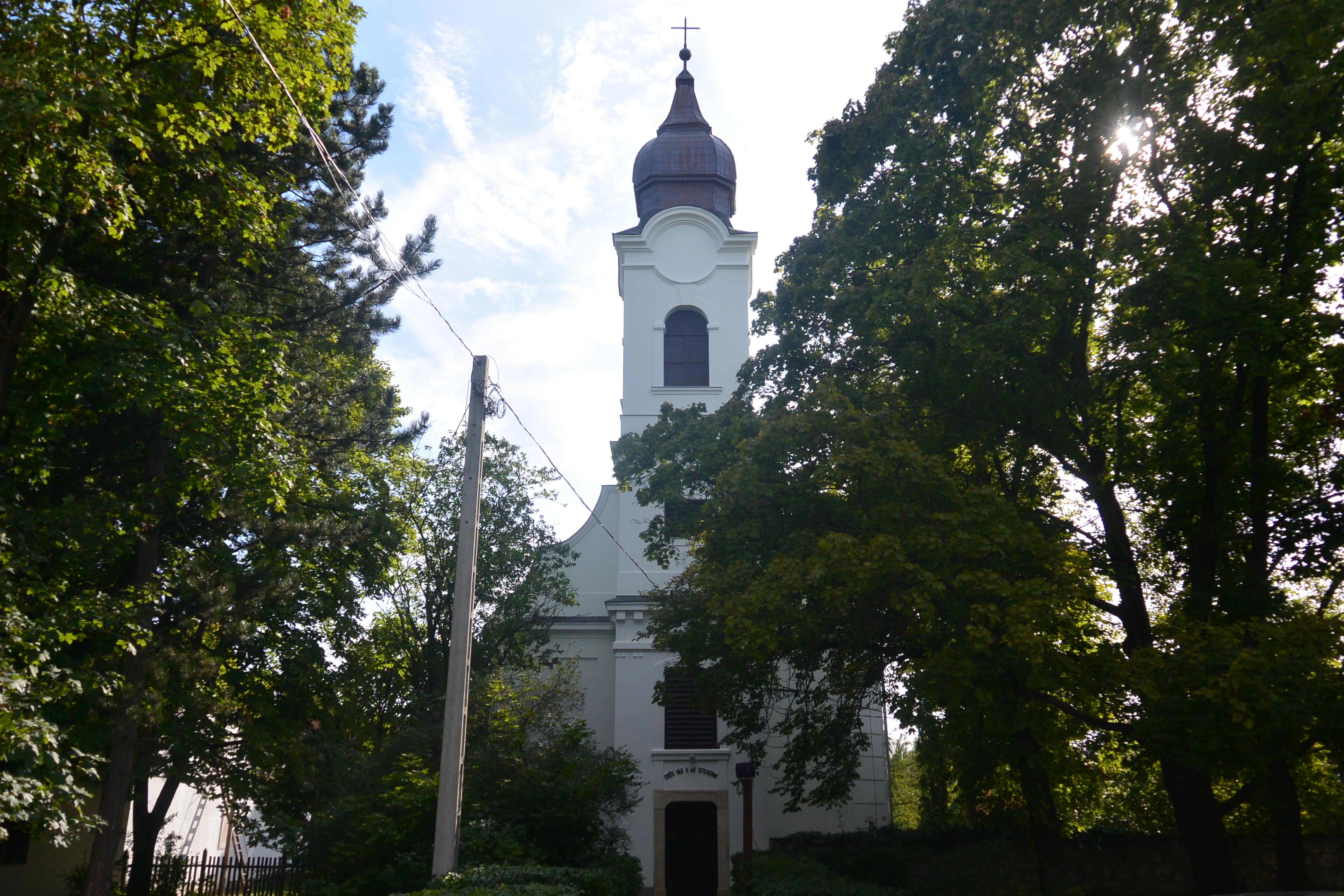
Evangelische Kirche
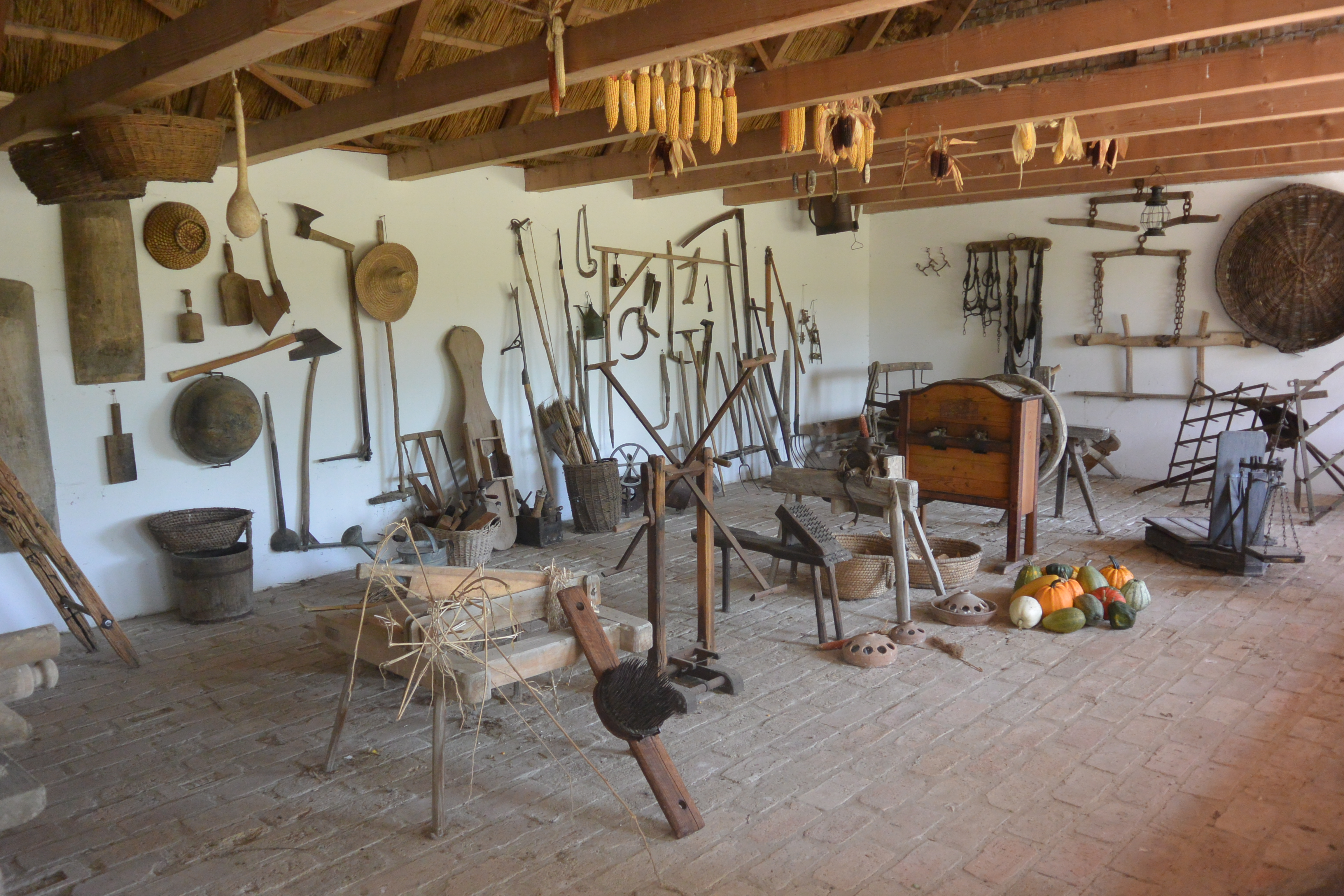
Heimatmuseum
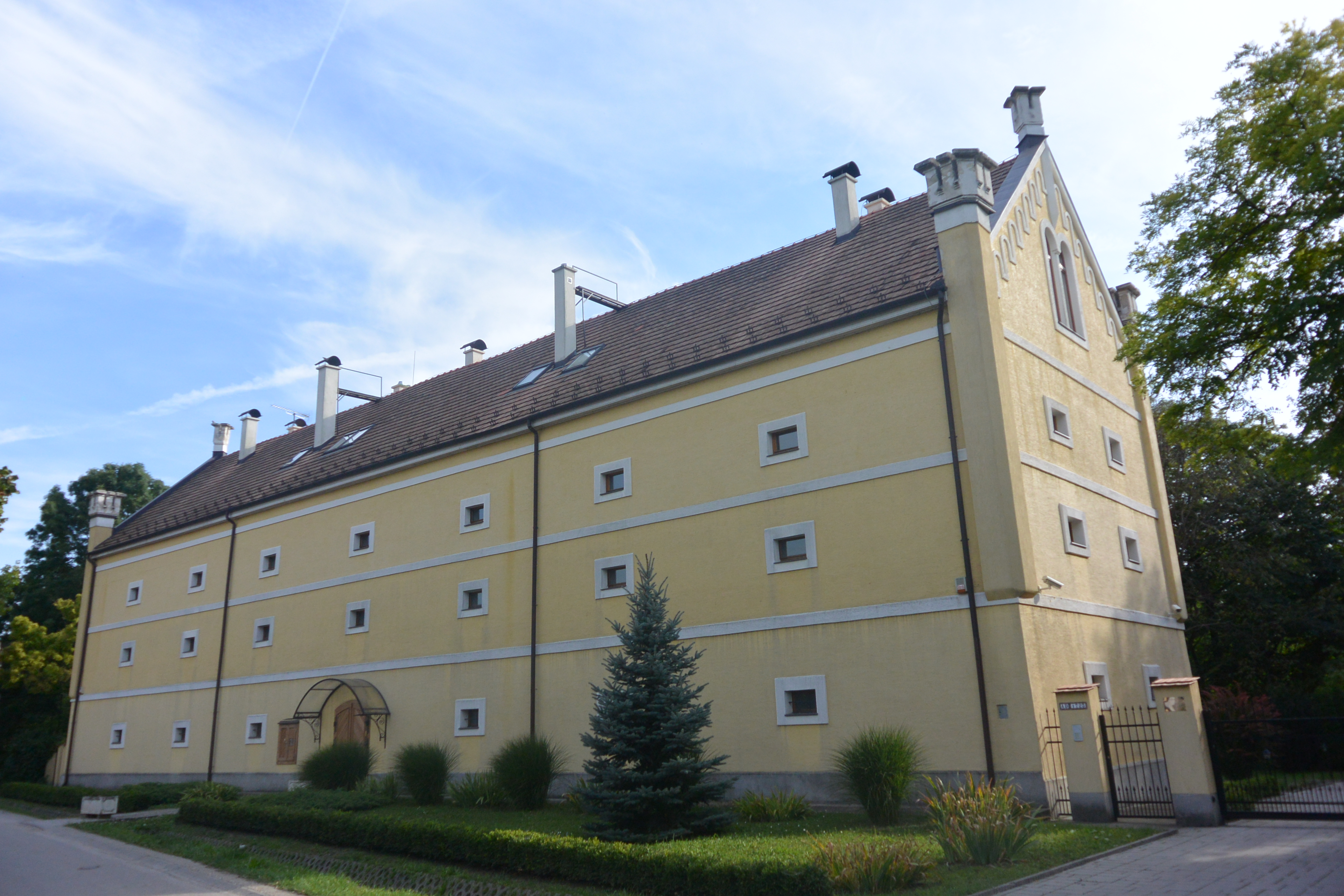
Ehemaliger Getreidespeicher

## Verkehr
Durch Torda verläuft die Nebenstraße Nr. 81108. Es bestehen Busverbindungen nach Gyúró und Martonvásar, wo sich der nächstgelegene Bahnhof befindet.